# Ronneby (Minnesota)
Ronneby es un lugar designado por el censo ubicado en el condado de Benton en el estado estadounidense de Minnesota. En el Censo de 2010 tenía una población de 67 habitantes y una densidad poblacional de 26,86 personas por km².

## Geografía
Ronneby se encuentra ubicado en las coordenadas 45°41′7″N 93°51′36″O / 45.68528, -93.86000. Según la Oficina del Censo de los Estados Unidos, Ronneby tiene una superficie total de 2.49 km², de la cual 2.49 km² corresponden a tierra firme y (0%) 0 km² es agua.

## Demografía
Según el censo de 2010, había 67 personas residiendo en Ronneby. La densidad de población era de 26,86 hab./km². De los 67 habitantes, Ronneby estaba compuesto por el 100% blancos, el 0% eran afroamericanos, el 0% eran amerindios, el 0% eran asiáticos, el 0% eran isleños del Pacífico, el 0% eran de otras razas y el 0% pertenecían a dos o más razas. Del total de la población el 0% eran hispanos o latinos de cualquier raza.